# Liste der Naturdenkmale in Rahden
Die Liste der Naturdenkmale in Rahden führt die Naturdenkmale in Rahden im Kreis Minden-Lübbecke in Nordrhein-Westfalen auf.

## Naturdenkmale
| Bild           | Nummer  | Objektbezeichnung                  | Gemarkung         | Flurstück               | Lagebeschreibung                                                                                | Bemerkung | Koordinaten                 |
| -------------- | ------- | ---------------------------------- | ----------------- | ----------------------- | ----------------------------------------------------------------------------------------------- | --------- | --------------------------- |
|                | A.10.1  | Kopfeichenwall Wehe-Barl           | Wehe              | 11 - 42                 | Wall liegt entlang der Ostseite der Gemeindestraße im Bereich Barler Kamp                       | G         | 52° 27′ 46″ N, 8° 42′ 5″ O  |
|                | A.10.2  | 1 Eiche                            | Tonnenheide       | 12 - 75                 | in der Nord-West-Ecke des Spielplatzes Küthe im Ortsteil Tonnenheide                            | G         | 52° 24′ 42″ N, 8° 38′ 52″ O |
|                | A.10.3  | 1 Birnbaum                         | Tonnenheide       | 1 - 37                  | östlich des Hofes am Rand der Wiese zum Weg hin                                                 | G         | 52° 25′ 47″ N, 8° 39′ 36″ O |
| weitere Bilder | A.10.4  | „Großer Stein“ (2 Findlinge)       | Tonnenheide       | 7 - 19                  | Findlinge liegen auf einer Fläche südlich des Hofes Tonnenheide Nr. 9                           | Geo       | 52° 25′ 21″ N, 8° 42′ 9″ O  |
|                | A.10.5  | Lindenallee K 85                   | Rahden            | 11 - 55                 | beidseitig der K 85 von der Einmündung in die Osnabrücker Straße nach Westen bis zur Großen Aue | G         | 52° 24′ 53″ N, 8° 35′ 32″ O |
|                | A.10.6  | 1 Eiche                            | Rahden            | 2 - 113                 | Eiche steht im Hof nordöstlich der Gebäude an der Hofeinfahrt                                   | G         | 52° 25′ 9″ N, 8° 36′ 33″ O  |
|                | A.10.7  | Kopfeichenwall Kleinendorf         | Kleinendorf       | 12 - 37                 | Kleinendorf-Westerlage                                                                          | F         | 52° 27′ 25″ N, 8° 36′ 21″ O |
|                | A.10.8  | Ilex-Bestand                       | Preußisch Ströhen | 23 - 54 tlw.            | Fläche liegt südöstlich des Hofes                                                               | F         | 52° 28′ 56″ N, 8° 37′ 30″ O |
|                | A.10.9  | 1 Eiche                            | Preußisch Ströhen | 18 - 185                | Eiche steht nordwestlich des Hauses Preußisch Ströhen 190                                       | G         | 52° 29′ 23″ N, 8° 37′ 53″ O |
|                | A.10.10 | Grenzwall Preußisch Ströhen        | Preußisch Ströhen | 9 - 11, 12, 13, 18, 185 | nordöstlich der Höfe Pr. Ströhen Nr. 1 und Nr. 2, trennt die Besitzungen auf ca. 800 m          | F         | 52° 30′ 36″ N, 8° 39′ 19″ O |
|                | A.10.13 | 1 Eiche                            | Kleinendorf       | 11 - 178                | im Park des Altersheims Gut Rahden                                                              | G         | 52° 26′ 7″ N, 8° 35′ 55″ O  |
|                | A.10.14 | 1 Linde                            | Kleinendorf       | 11 - 178                | im Park des Altersheims Gut Rahden                                                              | G         | 52° 26′ 9″ N, 8° 35′ 51″ O  |
|                | A.10.15 | 1 Platane                          | Kleinendorf       | 11 - 178                | im Park des Altersheims Gut Rahden                                                              | G         | 52° 26′ 8″ N, 8° 35′ 54″ O  |
|                | A.10.17 | Düne an der „Weißen Haart“         | Wehe              | 6 - 45                  | 280 m westlich der K 66                                                                         | F         | 52° 28′ 4″ N, 8° 41′ 10″ O  |
|                | A.10.18 | Ilexbestand in der Holsinger Heide | Preußisch Ströhen | 14 - 264                | westlich der K 66                                                                               | F         | 52° 29′ 35″ N, 8° 40′ 29″ O |
|                | A.10.19 | 1 Eiche                            | Varl              | 9 - 67                  | Nördlich des Hauses Varl 22                                                                     | G         | 52° 25′ 45″ N, 8° 34′ 16″ O |
|                | B.10.1  | 1 Lindenallee „Bocks Allee“        | Kleinendorf       | 11 - 408                | 27 Linden nördlich, 27 Linden südlich der Straße                                                | G         | 52° 26′ 9″ N, 8° 36′ 3″ O   |
|                | B.10.2  | 1 Stieleiche                       | Kleinendorf       | 8 - 510                 | nordöstlich des Wohnhauses                                                                      | G         | 52° 26′ 11″ N, 8° 36′ 42″ O |
|                | B.10.3  | 1 Stieleiche                       | Kleinendorf       | 8 - 277                 | südwestlich der Einmündung der Lange Straße in die Schlangenstrasse                             | G         | 52° 26′ 12″ N, 8° 36′ 38″ O |
|                | B.10.4  | 2 Eiben                            | Rahden            | 5 - 168                 | im Hausgarten Eibenweg 3 südlich des Wohnhauses                                                 | G         | 52° 25′ 54″ N, 8° 36′ 47″ O |
|                | B.10.5  | 1 Stieleiche                       | Rahden            | 5 - 495                 | nördlich des Hauses Flachsstraße 22                                                             | G         | 52° 25′ 49″ N, 8° 36′ 57″ O |
|                | B.10.6  | 1 Stieleiche                       | Wehe              | 19 - 55                 | auf dem Dorfplatz                                                                               | G         | 52° 27′ 26″ N, 8° 39′ 23″ O |
|                | B.10.7  | Lindenbestand an der Kirche        | Rahden            | 5 - 1231                | alleeartige Anordnung von 16 Linden und 2 Kastanien an der Kirche in Rahden (südlich)           | G         | 52° 25′ 59″ N, 8° 36′ 49″ O |

## Anmerkung
1. ↑  G=Gehölz, F=Flächenhaftes Objekt, Geo=Geologisches Objekt